# Apanteles evonymellae
Apanteles evonymellae är en stekelart som först beskrevs av Bouche 1834.  Apanteles evonymellae ingår i släktet Apanteles och familjen bracksteklar. Inga underarter finns listade i Catalogue of Life.